# Hıjran Alı Boyacı
Hıjran Alı Boyacı (* 11. Januar 2005 im Edmonton) ist ein türkischer Fußballspieler, der seit 2022 beim Adana Demirspor unter Vertrag steht. Außerdem ist er türkischer Nachwuchsnationalspieler.

## Karriere

### Verein
Boyaci spielte im Jugendverein von BTB Soccer Academy. Später wechselte er zu Adana Demirspor. Sein Profivertrag bekam er 2022. Er debütierte bei einem 7:0-Sieg in der Süper Lig gegen Göztepe Izmir.

### Nationalmannschaft
Boyacı wurde in Kanada geboren und ist türkischer Abstammung. Seit 2022 spielt er für die Türkei U17.